# Браунсхорн
Браунсхорн (нем. Braunshorn) — община в Германии, в земле Рейнланд-Пфальц.
Входит в состав района Рейн-Хунсрюк. Подчиняется управлению Кастеллаун. Население составляет 588 человек (на 31 декабря 2010 года). Занимает площадь 6,98 км².